# Direzione centrale della polizia criminale
La Direzione centrale della polizia criminale (abbreviato Criminalpol) è una direzione del Dipartimento della pubblica sicurezza del Ministero dell'Interno della Repubblica Italiana.

## Storia
La Criminalpol nacque negli anni sessanta ad opera del capo della polizia Angelo Vicari, come divisione per il coordinamento (concetto mutuato da altri corpi stranieri) in Italia dell'Interpol con alcuni servizi investigativi interni.
Fu poi istituita nel 1984, come direzione centrale, e divenne uno dei cardini dell'attività di polizia italiana.

## Funzioni
Coordina le investigazioni di polizia giudiziaria a livello nazionale, raccoglie ed elabora i dati e le informazioni connesse ai criminali più rilevanti e ai latitanti, gestisce i collaboratori di giustizia e supporta a livello tecnico-scientifico gli organi investigativi e l'Autorità Giudiziaria.
Ha il compito della cooperazione internazionale con i paesi esteri nella lotta al crimine organizzato (Interpol), con reciproco scambio di informazioni e di strategie operative.

## Organizzazione
È guidata dal Vice direttore generale della pubblica sicurezza - Direttore centrale della Polizia Criminale che, dal giugno 2023, è il prefetto Raffaele Grassi, già prefetto di Padova.
È suddivisa in servizi:
- servizio per la cooperazione internazionale di polizia (SCIP)
- servizio analisi criminale (SAC)
- servizio per il sistema informativo interforze (SSII)
- servizio centrale di protezione (SCP)
- ufficio per la sicurezza dei dati (USD)

Nella direzione sono anche inseriti alcuni reparti interforze come il Gruppo integrato interforze per la ricerca dei latitanti (Giirl) e il Gruppo interforze centrale (GIC).